# Whitehaven

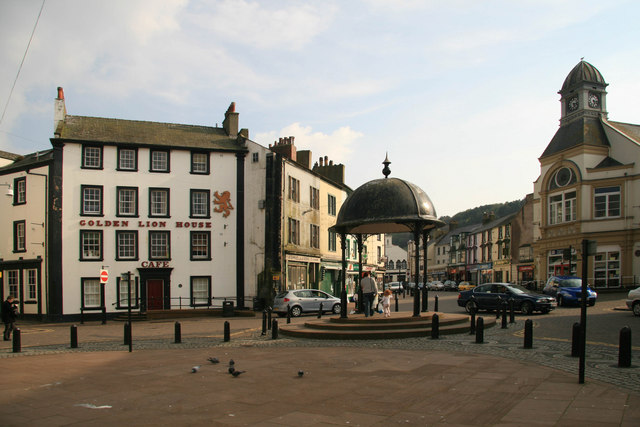
Whitehaven, Marktplatz (2008)

Whitehaven ist eine Hafenstadt in Cumbria im Nordwesten von England, Vereinigtes Königreich. Sie ist Sitz des Borough of Copeland. Whitehaven hat rund 23.000 Einwohner laut dem 2021 Zensus. In der Nähe der Stadt liegt der Nuklearkomplex Sellafield.

## Geschichte
Whitehaven wurde 1778 im Amerikanischen Unabhängigkeitskrieg von der amerikanischen Marine unter der Führung von John Paul Jones angegriffen. Der rechtwinklige Stadtplan von Whitehaven (Georgianische Architektur) diente als Vorbild für den Bau von Manhattan.
Prägend für die Geschichte der Stadt und ihrer Bürger war der Steinkohlenbergbau. Im 18., 19. und 20. Jahrhundert bestanden in Whitehaven und Umgebung insgesamt gut 70 Bergwerke. Als letzte schloss 1986 die Zeche Haig (Haig Colliery). Für den 7. Juli 2022 stand die Entscheidung des zuständigen Ministers, Michael Gove, über eine Wiederaufnahme des Bergbaus in Whitehaven an. Doch am Vortag wurde er von Premierminister Boris Johnson entlassen.

## Berühmte Bürger
- Jonathan Swift (1667–1745) wurde hier als Kind von einem Kindermädchen entführt.
- George Washingtons (1732–1799) Großmutter väterlicherseits, Mildred Gale geb. Warner heiratete 1700 in zweiter Ehe den Whitehavener Tabakkaufmann George Gale, der nach ihrem Tod in den USA die Stadt Whitehaven (Maryland) gründete. Sie wurde 1701 in der St Nicholas' Church in Whitehaven bestattet.
- William Nicholson (1816–1865), australischer Politiker
- Vincent Wright (1937–1999), Politikwissenschaftler und Hochschullehrer

## Söhne- und Töchter der Stadt
- Jonny Edgar (* 2004), Autorennfahrer

## Sonstiges
Whitehaven ist auch der Name einer Ortschaft bei Memphis, dem letzten Wohnsitz von Elvis Presley, Graceland.